# Amauris phoedon
Espèce
Statut de conservation UICN

 VU B1+2c : Vulnérable
 Amauris phoedon est une espèce de lépidoptères (papillons) de la famille des Nymphalidae, de la sous-famille des Danainae et du genre  Amauris endémique de l'ile Maurice.

## Dénomination
Il a été décrit par Johan Christian Fabricius en 1798 sous le nom de Papilio phoedon. Synonyme : Danais phaedone Godart, 1819.

### Noms vernaculaires
Amauris phoedon se nomme en anglais Mauritian Friar.

## Description
Amauris phoedon est un grand papillon noir et blanc, les ailes, blanches sont bordées d'une large bande noire parsemée de petites taches blanches et des ailes antérieures sont barrées d'une bande noire ce qui divise la partie blanche en deux. Les veines sont visibles. le revers est identique.

## Biologie

### Plantes hôtes
Les plantes-hôtes de ses chenilles sont des Nerium et Tylophora asthmatica.

## Écologie et distribution
Il ne réside qu'à l'ile Maurice.

### Protection
Inscrit sur la liste rouge de l'UICN il est déclaré vulnérable (VU).